# まねこい
『まねこい』は、2009年創刊号（6月号）から2012年3月号まで『ゲッサン』（小学館）で連載されていた漫画。作者はモリタイシ。高校を舞台とした学園ラブコメディ。前作「RANGEMAN」から約2年のブランクを経ての連載。アニメ化もされた「今日のあすかショー」と連載時期がほぼ重なっている。単行本は全7巻。話数表記は「第○話」。

## あらすじ
容姿端麗・成績優秀、おまけに性格までよいクラスのマドンナ・本田知華子に、分不相応な恋をしてしまったハル。恋心にケリをつけてしまおうと告白を決意するが、その直後、彼女の意外な一面を目撃してしまい…さらに失意のうちに、アヤしい男に招き猫を売りつけられてしまう。
踏んだり蹴ったりなハルの前に、なんと本物の招き猫・招木猫太郎が登場。本職は金運だが、なりゆきで恋の願いを叶えてくれるというが…!?

## 登場人物

### 歴史研究会（れきけん）
薗田波留（そのだ はる）
主人公。男女共学の美園高校2年E組。16歳。得意の日本史では中間試験で97点を取る程勉強はできるが、対話や球技が苦手なため、クラスでは地味で目立たず、自らスクールカーストの最下層にいると感じている。同じクラスのマドンナ・本田知華子（波留は密かに「ホンチー」という愛称をつけている）に高校入学以来ずっと憧れているが、高嶺の花と感じ声をかけることさえできずにいた。しかしある日、本田知華子が自分のカノジョになっている夢を見たことがきっかけで、「厳重に施錠してあった」彼女への想いを封印する扉が突然おもいっきり開いてしまう。授業にも集中できなくなった波留は「いっそのこと告白してフラれれば再び穏やかな生活が訪れるだろう」と考え、放課後、本田知華子に声をかけようとするが、走ってどこかに急ぐ本田知華子を見失いそうになる。やっと追いついた波留は、なんと本田知華子が中年の男と二人でカラオケスナックに入るところを目撃してしまう。「まさか援助交際…？それともスナックのホステス…？」と、本田知華子の清楚なイメージとかけ離れた光景に出くわした波留はショックを受け、告白するつもりだった心が一瞬にして折れてしまう。失意のまま帰宅途中、商店街で怪しい風体の男に声をかけられ、恋愛事に効き目があるというピンク色の招き猫を半ば強引に5千円で売りつけられてしまう。母親からは「クリーニングオフ（？）」で返品してくるよう怒鳴られるが、招き猫にたくさんの涙を垂らしてしまったため、返品を断られると思った波留は返品を諦め、招き猫に「神様…どうかこの恋を…まだ終わらせないでください…」と祈る。すると招き猫が突然猫型の生き物に変身し、物語が始まる。
とても誠実ではあるが基本的にヘタレであり、何事にも踏ん切りがつかない性格だったが、物語を通じて人間的に大きな成長を遂げる。
佳枝からは「ハル坊」と呼ばれている。
本田知華子（ほんだ ちかこ）
本作のメインヒロイン。美園高校2年E組。歴史研究会（れきけん）には、物語の途中（第18話、単行本第2巻）で部長の堺歌丸に強引に誘われ、いつの間にか入会させられた。容姿端麗・成績優秀（日本史の中間試験ではクラスでただ一人100点満点）・運動神経抜群・清楚で折り目正しい性格という、絵に描いたような完璧な美少女であり、男女どちらからも非常に人気がある、スクールカーストのトップ。余りに完璧すぎ、「間近で見てもCGかよってくらい」「一切くもりがない」「芸能人でいたっておかしくない」というレベルのため、かえって近寄る男子がいない。同性の奈波が見ても「純潔乙女」「大和撫子」「理想にピッタリ」という印象を与え、「あんなふうになりたい」と羨ましがられた。姫カット。趣味は歌を歌うこと、好きな食べ物はオムライス、好きな音楽は昭和歌謡。将来の夢は歌手になること。…しかし一見完璧に見える彼女には、度を越した致命的な欠点、音痴、味オンチ（不味い料理を食べても気にならず、とても不味い料理を作っては家族や友人に振る舞ってしまう）、方向オンチがあった。家族・親類は本人の気持ちを考え、それらの欠点を全く指摘せずに知華子を育てたため、本人は全く自覚がない。家庭科の授業で作ったクッキーがメチャクチャ不味くても、本人は不味いことに気付かず、友人達も、普段の完璧なイメージから知華子の味オンチのせいであるとは全く疑わなかった。中学時代に友人達と行ったカラオケで、その余りの音痴さに友達に思い切り引かれたが、知華子は「（昭和歌謡ばかりなので）曲が古すぎたせいだ」と勘違いしていた。
中学の教師である父親から非常に厳しく育てられたため、世間知らずでお人好しであり、天然ボケで恋愛にも非常に疎く、天真爛漫過ぎる面があったが、波留との関わりの中で徐々に人間的に成長していく。
モデルは麻丘めぐみ。容姿がそっくりであり、カラオケで歌う歌も麻丘めぐみのデビュー曲、「芽ばえ」である。
クラスメイトからは「カコちゃん」、佳枝からは「チカティ」と呼ばれている。
荒場木亮太郎（あらばき りょうたろう）
美園高校2年E組。波留の親友で良き相談相手。長身で眼鏡をかけている。歴史研究会の先輩、近藤楓に密かな恋心を抱いているが、それは中学時代に付き合っていた別の女性（椛）に、楓がとても似ていることが影響していることに自ら気づいていた。天然ボケの知華子からは「アラキバくん」と間違えて呼ばれていた。佳枝からは「バッキー」と呼ばれている。訳あって知華子から電話を貰った際、波留が知華子を好きであることを知っていた亮太郎は波留に有利な展開になるよう知華子に提案したが、知華子に「やさしいね」と褒められた。しかし亮太郎は「やさしいね…か…。単純に女の子に深く踏み込む勇気がなくなってしまっただけなんだけどな…」とつぶやくなど、かつて付き合っていた椛への未練を大きく引きずっている。文化祭でばったり出会った椛が連れていた彼氏（遊び人）に騙されてファーストキスを奪われ、泣いていた佳枝を見つけ、優しい言葉をかけると、以前から亮太郎のことを意識していた佳枝は「消毒だ」と言って亮太郎の唇を奪う。椛と会話し、かつて憧れていた椛が女性としてすっかり堕落していることを知って目が醒めた亮太郎は、佳枝の好意を受け入れ、佳枝との清い交際（まずは友達から）に踏み切ることになる。
小南奈波（こなみ ななみ）
美園高校1年C組。一重まぶただが大きな瞳をもつショートカットの少女。小柄で、登場当初はぽっちゃり体型（安産型）で眼鏡をかけており、クラスでも地味な存在だった。Bカップ。とても真面目で奥手な性格の常識人であり、料理が上手。女の子は純潔であるべきだと考えているが、一方でむっつりスケベの面があり、恋愛感情は豊かで、性的な知識も普通に持っている。「カッコイイセンパイがいるから」と友人の誘いで見に行った把紋人を見て、「目がやさしい」「なんかいい人そう」と、ひと目で把紋人の柔和で誠実な人格を見抜いた。その後把紋人が波留と一緒にいるところを偶然見かけ、イケメンなのに波留のような「普通の人」と仲良くしている把紋人を改めて「いい人そう」と思ったと同時に、波留の「最近の高校生の男の人には珍しく、清潔に切り揃えられたもみあげ」がやけに印象に残った。同じ日の放課後、校内の廊下を掃除しているときに、把紋人の陰口を叩いているグループに、波留が危険を顧みず単独で反論し「アイツ（把紋人）がモテるのは、いいヤツだからなんだ！」と叫ぶ場面に出くわし、波留の誠実さに一目惚れ、自ら歴史研究会に入部することを決意する。
自分の容姿に対するコンプレックスにより、波留にはずっと告白できずにいた。
佳枝からは「コナミ」とそのまま名字で呼ばれている。
ジュリアンニャが奈波と知り合いであることに波留が気付き、奈波を旅行先の旅館のプールサイドに呼び出して、互いに招き猫がついていることを確認し合う。このことによって奈波は波留に自分以外に好きな人（知華子）がいることに気付いてしまい、混乱した奈波は勢いで波留に告白しようとするも、鈍感な波留は奈波が好きな相手が自分であることに気付かず、奈波にお互いに頑張ろうと告げる。ショックで奈波はプールに転落しびしょ濡れになってしまうが、ジュリアンニャに諭され、知華子へのライバル心を燃やすようになる。
「まずは振り向いてもらうための努力をしろ」というジュリアンニャからの指導に応え、苛酷なダイエットに成功。眼鏡もやめてコンタクトにしたことで、痩身の美少女に変身する。波留に毎日手作り弁当を作るなどして一途に波留を想い続けるが、波留は知華子に夢中で、全く振り向いてくれない。別の男（見た目は派手だが中身は誠実な同級生）から言い寄られるようにさえなるが、頑なに拒否し、波留を恋し続ける。波留には「かわいくなった」と褒められたことで涙を流して喜ぶが、鈍感な波留は自分が好かれていることに全く気付かないのであった。
近藤楓（こんどう かえで）
美園高校3年。歴史研究会の副部長。小柄だがグラマー（Eカップ）でスタイル抜群の、落ち着いた雰囲気を持つ清楚な女の子。二重まぶたで肩までには届かない黒髪のボブカット。どんな状況でも冷静かつ論理的に対処する。歴女。実家は祖母が経営する甘味処「こんどう」で、あまり客は多くないが、時々和服で店に手伝いに出ている。実は洋菓子好き。部長の歌丸に、密かだが一途な恋心を抱いているが、その想いを封印し続けている。なお、容姿はモリタイシの後年の作品「あそこではたらくムスブさん」の主人公、結さんと瓜二つである。
部長の歌丸の家は隣。佳枝からは「コンちゃん」と呼ばれている。恋愛には奥手でファッションにも興味がなく、歴史研究会の旅行でビーチに行ったときもスクール水着しか持っていなかったためそれを着ていたが、恥ずかしくてずっとパーカーを着込み、佳枝にパーカーを剥ぎ取られるまでは水着姿にならなかった。
歴女ゆえに、夏の研究旅行で京都・函館五稜郭以外の候補を聞かれた楓は奈良明日香村と伊勢神宮を挙げ、佳枝は「大学受験の合格祈願ができるパワースポットだ」と伊勢神宮を推薦したため、結局伊勢神宮に決まった。
沖田佳枝（おきた かえ）
美園高校3年。金髪のショートカットで、イケイケな感じの派手な風貌の美人。背は高めで胸（Eカップ）やヒップも大きくグラマーだが、腰はくびれている。服装（制服のシャツの胸元を大きく開いている）やあけっぴろげな発言、態度は如何にも遊び人風だが、実は恋愛に奥手で、キスの経験さえない。制服のスカートは短いが、常に短パンを穿いているため、パンチラはない。荒場木に淡い恋心を抱いており、カマをかけるが、楓のことが気になる荒場木にはぐらかされ、「冗談だしー」とごまかす。実家はケーキ屋（プランタニエ、printanier：フランス語で「春のような」の意）を営んでおり、部長の歌丸の家は隣。（部長の歌丸の家の両隣が楓と佳枝の家である。）物語終盤で亮太郎と急接近し、互いに想い合う仲になる。
堺歌丸（さかい うたまる）
美園高校3年。歴史研究会の部長。長身痩躯で一見イケメンだが、新選組副長、土方歳三の大ファンであり、学校にいるときも常に土方歳三のコスプレをしている、佳枝曰く「アホで変態」、他の部員曰く「面倒な人」。本名で呼ばれることを嫌い、「副長」「土方さん」「歳」と呼ばせようとしているが、ほぼ誰も応じていない。新選組の隊士と同じ姓の楓を「局長の近藤」、佳枝を「一番隊組長の沖田」と呼んでいる。小南奈波を山南敬助に因んで山南、波留を藤堂平助に因んで（？）藤堂、亮太郎を斎藤一に因んで（？）斎藤と呼んでいる。剣道部にも所属しており、ビーチで出会った不良達にも全く物怖じせずハッキリとものを言う、非常に男らしい性格。…実は、本田知華子を強引に研究会に連れて来たのは彼女の美しさに一目惚れしたためであるが（彼女にだけは新選組に因んだ呼び名は付けなかった）、物語の最後まで、そのことを顕にすることはなかった。（実は新選組には本田岩吉がいるが、堺はそれを知らず、ネットで調べて見つけた。）実家は呉服屋（堺屋呉服店）で、楓と佳枝の家に挟まれている。歌丸はその呉服屋の一人息子であり、佳枝からは「ボンボンのバカ旦那」「コンちゃん（近藤）とは幼馴染だが歌丸とはくされ縁」と言われている。
夏休みの研究会旅行で、新選組にゆかりのある京都か函館五稜郭の二択を部員に迫るが、正式な部ではないので旅行は自腹であり、佳枝に「お前のオナニー趣味に付き合ってられるか！このオナニー野郎！」と怒鳴られた。むっつりスケベの奈波はその時つけていた「福良か☆バストアップブラ」に胸を揉まれ狼狽するが、箱入り娘である知華子は「おなにぃやろうって、なんですか？」と皆に聞き返し、全部員に驚かれた。
崎山亨（さきやま とおる）
美園高校1年B組。歌丸の剣道部の後輩であり、研究会の夏休みの旅行の行き先多数決で票が分かれて決着がつかなかったため、多数決で勝つために歌丸から急遽研究会に入部させられた新メンバー。しかし崎山は先輩として歌丸を尊敬しており、自らすすんで歌丸を「土方先輩」と呼んでいる。歌丸からはやはり新選組の隊士、山崎烝に因んで「山崎」と呼ばれている。背が低くてソフトモヒカンであり、正義感は強いがエロ方面への耐性がなく、肌の露出の多い沖田にはいつもドキドキさせられている。研究会の女子メンバーのレベルの高さに感動し、いつも褒め称えている。旅行先の宿の廊下ですれ違ったジュリアンニャのダイナマイトボディを見て最高潮に興奮した。歌丸同様非常に正義感が強い熱血漢だが、剣道部なので素手でのケンカには弱く、ビーチで出会った不良達には徹底的に痛めつけられてしまう。

### まねきワールド
招木猫太郎（まねき ねこたろう）
波留が買った招き猫が変身した、まねきワールドの公務員。関西弁。（まねきワールドでは標準語だと主張するが、同じまねきワールドの住人であるジュリアンニャは標準語を喋っている。）ずんぐりむっくりの猫型のキグルミのような姿。招き猫なので、手を使うとき以外は常に右手を挙げており、人間の金運を上昇させること（金招き）が専門。波留は何も知らずに右手を挙げた招き猫を押し売りされたため、恋愛成就（人招き）を専門とする左手を挙げた招き猫ではなく猫太郎が現れてしまった。国王である招王（マネキング）に掛け合った結果、専門外ではあるが波留の恋愛成就をサポートすることになった。仕事には誇りを持っており、自分にも依頼者にも厳しい。波留にはタメ口を許さず、「猫太郎さん」と呼ばせようとするが、「フレンドリーでいこう」とすぐに撤回している。
31歳で、妻と子供が一人いる。まねきワールドではオスは猫型、メスは人間にネコミミとしっぽがついただけ、と、性別で全く異なる外見をしている。妻や子供を心から愛し大切に思っており、どんなに誘惑されても浮気だけはしないという誠実さがある。（但しジュリアンニャがJKの時に撮ったコスプレ写真を削除せずに保管していた。）
基本的に右手をいつも挙げているため、右肩の肩こりがひどい。ヒゲは生えるが、身だしなみとして欠かさず剃っている。
仕事のために人間界にいる時は、超空間などに姿を隠すことはできず、波留の部屋に居候し、家族にばれないようにひっそり生活している。（夏でも部屋にいてエアコンをつけているため、波留の母から「妙に電気代がかかるわ…」と不思議がられているが、居候がばれたことはない。）食事も人間と同じものをきっちり食べるので、波留がなんとか自分の食事を余らせて、猫太郎に届けている。アジフライが大好物。
出し入れ自由のツメを持っており、それで人間に傷を負わせることもある。猫太郎のツメは30センチメール程にも伸ばすことができる。
頭に「人化小判」を載せて「ニャッ☆」と掛け声をかけることで人間に化けたり元の姿に戻ったりすることができる。化けている時の姿はスリムでロン毛、切れ長の目を持つなかなかのイケメン。化けた時の姿は猫太郎にはコントロールできず、まねきワールドでのヴィジュアルイメージに合わせて自動的に人間の姿に置き換わる。
猫太郎が持っているまねきワールドの携帯電話の着信音は「マネー♪」である。
招木麻里子（まねき まりこ）
猫太郎の妻。とてもスタイルのいい美女。モデルは明らかに篠田麻里子である。（容姿やヘアスタイルがそっくり。）
招木猫麻呂（まねき ねこまろ）
猫太郎と麻里子の息子。オス、2歳。父親似。スタイをしてロンパースを着ている。たっちができる。猫太郎を見て「パァパァ」と言える。
猫崎ジュリアンニャ（ねこざき じゅりあんにゃ）
奈波の前に現れた、メスのまねきワールドの住人。公務員ではなく民間人。22歳。まねきワールドの住人のメスは人間にただネコミミとしっぽがついているだけであり、考えうる最高の美貌・スタイル・色気を兼ね備えている、美の女神にも形容できる程の最高にコケティッシュな美女。性格は見かけ通りイケイケだが、抜け目ない賢さを持っており、招き猫としての実力は決して低くない。まねきワールドでは尊敬と畏怖の念をもって「リア様」と呼ばれており、奈波も「リア様」と呼んでいる。金運アップが専門の猫太郎と違い、左手を挙げている恋愛成就を専門とする招き猫のため、ありとあらゆる小道具を奈波に提供して、強引に意中の相手である波留を誘惑させようとするが、奥手な奈波はことごとく誘惑に失敗する。なお、ジュリアンニャの存在は小南家の男性（奈波の父と弟）には公認されているが、奈波の母だけはジュリアンニャの色香に翻弄されないため、彼女の存在を煙たがっている。
実は猫太郎が大学の教育実習で赴任した中学校の生徒だった。猫太郎は教職の道には進まなかったが、ジュリアンニャが高校生の時に猫太郎とばったり再開し、中学時代から想いを寄せていたジュリアンニャからの告白により、5年前（ジュリアンニャ16歳、現役JK時代）には猫太郎と付き合っていた。しかし猫太郎はジュリアンニャのことを大切に思うあまり、キスより先のことはしなかったため、大切にされていることに気付けなかったジュリアンニャは自棄を起こし、「他の男とエッチした」と猫太郎に告げ、そのまま別れてしまう。
奈波の意中の相手が波留で、その波留に猫太郎がついていることを知ったジュリアンニャは、波留の家に不法侵入し、波留の異性に対する好みを聞き出し、かつ猫太郎を色仕掛けでオトそうと、しばしばちょっかいを出すようになる。
猫尻エリカ（ねこじり えりか）
まねきワールドで大人気のメスのモデル。写真集が出ており、猫太郎はzonamaでそれを購入している。勿論モデルは沢尻エリカ。

### 歴史研究会関係者
田中直行（たなか なおゆき）
歴史研究会の顧問であり、波留のクラス、2年E組の担任。若くてとても優しい先生で、生徒から信頼されている。歌丸からは松平容保公と呼ばれており、佳枝からは「タナッチ」と呼ばれている。サッカー部の顧問も兼任しており、歌丸らが企画した研究旅行の日程とサッカー部の合宿・練習日がかぶっていたため、旅行の引率を断らざるを得ず、副顧問の富永南を紹介する。（南は今年度から赴任した教師であり、部員の誰も副顧問の存在を知らなかった。）
富永南（とみなが みなみ）
歴史研究会の副顧問。英語の先生。26歳。とても小柄で、中学生と間違えられる程幼い外見だが、大変可愛らしい容貌のため男子生徒から絶大な人気がある。副顧問として、研究旅行の引率を部員から依頼されるが、ウソの用事を並べ立てては依頼をことごとく断るという、実は非常に狡猾で抜け目ない性格。「補習」と称してイケメン男子生徒と二人きりになり、誘惑して楽しむことが趣味というとんでもない小悪魔。生徒との密会現場を撮影した亨の携帯電話を「渡してくれたら何でも一つだけ言うこと聞いてア・ゲ・ル」と言葉巧みに奪い取り、証拠写真を削除してしまう。相手を欺くためなら簡単に嘘泣きができる。
実は南は高校生の時はメガネデブだった暗い青春を過ごしており、20歳の頃に青春を取り戻すべく2年かけてダイエットを成功させ、モテモテの女に変身した過去を持つ。当然多くの男から言い寄られたが、あくまで「高校時代の青春を取り戻す」ことが目的であったため、「現役の高校生と恋をして結婚する」ために高校の教師になり、イケメン生徒たちを誘惑していたのだった。しかし本人は未だに「キレイな身体」であると主張している。（嘘ではないらしい。）
ある日とうとう把紋人が標的になり、英語スピーチコンテスト出場のための特訓を言い訳に把紋人を手玉に取ろうとするが、誠実な把紋人は言いなりにならなかった。歴史研究会の研究旅行の引率を依頼された南は、把紋人を旅行に同行させるなら引率を承諾するという条件を出す。それを聞いた波留は不本意ながら把紋人に同行を依頼するが、賢い把紋人は一計を案じ、英語スピーチコンテストへの出場を承諾することと交換条件で、波留達の旅行の引率を承諾するよう南に依頼する。この作戦が成功し、把紋人の同行なしに、波留達は南の書いた引率の承諾書を得て、知華子の父を説得することに成功する。
一見胸も大きく見えるが、どうやらパッドを入れて盛っているらしい。（単行本第4巻、第37話）
把紋人は見事英語スピーチコンテストに入賞し、富永はその勢いで把紋人に告白するが、「好きな人（梓）がいる」と断られる。しかし南は波留に入れ知恵されてすぐに立ち直り、今度は文化祭での新しい出会いに期待を抱くようになる。
モデルは「ももち」こと嗣永桃子であることを作者自ら明かしている。

### 研究会員の家族など
薗田留男（そのだ とめお）
波留の父。眼鏡をかけている。サラリーマンと思われる。（夕食は家族と一緒に食べている。）
薗田波恵（そのだ なみえ）
波留の母。小さなハート型の髪留めを左右につけている。5千円で招き猫を買わされた波留に返品してくるよう怒鳴ったが、基本的に優しい母。
薗田梓（そのだ あずさ）
波留の姉。19歳。就職して働いている。ぽっちゃりしているが、ショートカットで、大変かわいらしい顔をしている美人。眼鏡をかけている。非常におっとりした性格で、下着姿の時に猫太郎を発見しても全く驚かず、その存在をあっさり受け入れた。コスプレが趣味。
本田彬（ほんだ あきら）
知華子の父方の伯父で、カラオケスナック「RAKIA」のマスター。痩身で眼鏡をしている。知華子を「チカちゃん」と呼んでいる。知華子が幼い頃からヘタな歌を褒め続け、知華子が中学生になったあたりで流石に良心が痛みだしたが、知華子が「歌手になりたい」と言い出したため、「ヘタだ」と本人に告げるタイミングを逸したまま知華子が成長してしまい、天然ボケの知華子は自分が音痴であることに全く気付かず、歌手になることを夢見て「RAKIA」に通ってカラオケで歌の練習をするようになる。知華子可愛さに、スナックの常連客にも示し合わせ、知華子に本当のことが伝わらないようにしていた。知華子が音痴であることを知ってしまった波留に、絶対に知華子に真実を伝えないよう脅しをかけていた。なお、知華子の父とは仲があまり良くないため、躾に厳しい知華子の父に、知華子が自分の店で歌の練習をしていることは勿論秘密にしていた。（誠実な知華子は、父に嘘をついて伯父のスナックに通っていることを大変気に病んでいた。）
知華子の父
中学校の教師をしており、知華子可愛さのあまり、完全な箱入り娘として育てた。（時々知華子が手料理を作ってくれるが、その不味さにも一切文句を言わず、隠し続けた。）知華子に厳しい門限を課したため、知華子は放課後は友人からの誘いは一切断り、伯父のスナックに行ってカラオケの練習だけして帰宅するという生活を送っていた。歴史研究会の夏の旅行（男女混合）も知華子が「父が許すはずがない」と自分だけ欠席する意向を伝えたが、部員達の直談判、そして波留からの説得により、「顧問の先生の承諾書があれば許す」という条件を出し、辛うじて旅行を許可した。

### その他
有井把紋人（あるい はもんど）
美園高校2年。波留の幼馴染。波留は「アル」と呼んでいる。外国人とのハーフであり、天然パーマ。母と質素なアパートで二人暮しをしている。母子家庭のため生活が苦しく、バイトをして家計を助けており、高卒で就職しようと思っている。非常にクールで賢く、超がつく程に誠実な人間であり、どんな誘惑にも負けない強い精神力、そして賢い処世術を兼ね備えている。楽器と英語を得意とし、非常に長身でイケメンのため、スクールカーストの頂点にいる存在だが、幼いときはハーフであるがゆえにいじめに遭っていた。波留が誠意をもっていじめから彼を救おうとしてくれたため、波留に対しては非常に親愛な気持ちを抱いている。波留はスクールカーストの頂点にいる把紋人が自分と仲良くしてくれることに誇りを持つと同時に「釣り合わない」と引け目も感じている。とてもモテるのに女性との浮いた話がないため、やっかみも含め、全く根も葉もない「女をとっかえひっかえしている」「ゲイである」といった疑惑をかけられている。実態は、幼い頃にいじめから救ってくれた波留の姉、梓にプラトニックで一途な愛情を持ち続けており、貧乏で何の力もない自分が一人前になったら梓に告白しようと思っているためである。波留はそのことにうすうす感づいており、学内で把紋人のことを悪く言っていたグループに「把紋人はそんな人間じゃない」と食ってかかったが、気の弱い波留は一蹴される。しかしその光景を見ていた奈波に波留は惚れられることになる。
一人カラオケを楽しんでいた知華子とばったりカラオケルームで鉢合わせし、自らの歌の才能を疑い始めていた知華子は「誠実な波留の親友である彼なら本当の事を言ってくれるだろう」と把紋人を引き止め、自分の歌を聞いてもらい、把紋人に率直な感想を聞く。誠実な把紋人は、正直に「お世辞にも上手いとは言えないかな」と返し、知華子は自分の歌が上手くないことを今度こそ本当に悟る。
関根
奈波のクラスメイト。茶髪で一見チャラそうに見えるが中身は誠実な男であり、奈波のことが好き。波留のために毎日弁当まで作っているが全く報われない奈波に「お前（奈波）と（波留が惚れている）あの女（知華子）では勝負にならない」「あんな他の女と一緒に帰っているようなヤツよりオレと付き合え」と迫る。
椛（もみじ）
近藤楓の双子の妹。一卵性双生児で顔はそっくりだが、髪は金髪のロングでカラーコンタクトをしており、見た目の印象はだいぶ異なる。二人の物心がつく前に両親が離婚し、楓は父に、椛は母に引き取られたため、別々に暮らしていたが、母が別の男性と再婚したため、椛とは疎遠になっていた。楓の高校の文化祭にイケメンの彼氏と一緒に訪れた椛と楓はばったり再会する。亮太郎が中学時代に付き合っていたのはこの椛であり、未練を残したまま別れたため、顔がそっくりの楓に出会い、想いを寄せていた。その文化祭で亮太郎も椛を発見し、未練ゆえに苦悩するが、そのことを佳枝にあっさり見破られる。亮太郎が椛に「（彼氏は）ずいぶんモテそうですね…」と聞くと、椛は「チョ～モテるよ…」と答え、しかしそのモテる男を彼氏にしていることも含めて自慢であり、寂しいが、多少の浮気はしょうがないと諦めていると亮太郎に打ち明ける。亮太郎が「それでいいんですか」と聞くと、椛は「じゃあ…私が寂しい時は…亮がなぐさめてくれる…？」と自ら浮気を持ちかけてくる。そんな椛に幻滅した亮太郎は、椛への長年の未練、そして椛に似ていた楓への想いを断ち切ることができ、佳枝と急接近することになる。

## 用語解説
歴史研究会
部になる以前の同好会扱い。余り熱心な活動はしておらず、文化祭前くらいしか活動していない。波留や亮太郎も時々顔を出す程度。正式な顧問と副顧問がいるが、副顧問の存在は部員は誰ひとりとして知らなかった。
まねきワールド
人間界とは別の世界で、人間界からの祈願・信心のエネルギーによって成立している。国王、招王（マネキング）が統治する世界だが、きちんと政府は存在している。近年、人間の信心が薄らぎ、まねきワールドの維持が難しくなったため、人間の信心を強めてまねきワールドを復興させるために、人間1万人に対し一人の確率でまねきワールドの住人が人間の前に現れ、恋愛成就または金運アップの手伝いをする。人間界で働くまねきワールドの住人には公務員と民間人がいる。民間人は公務員より規制が緩い。猫太郎は金運アップが専門の公務員、ジュリアンニャは恋愛成就が専門の民間の招き猫である。猫太郎のような末端の公務員でも直接招王とまねきワールドと繋がる携帯電話で会話し、仕事についての指示を仰ぐことができる。
人間界とは「大入」と書かれた空中に浮かぶ扉で繋がっており、この扉は必要なときにしか現れない。
まねこいサイコロ
猫太郎が首輪の球体から出す大きなサイコロ。1週間に一度だけ依頼者（波留）が振ることができ、サイコロに書かれたことが現実になる。依頼者にとって嬉しい出目もあれば、「骨が折れる」「腹を下す」等の災厄系の出目もある。波留は基本的にツキが強く、滅多に災厄系の出目は出さない。出目の内容は毎回変わり、内容を波留や猫太郎がコントロールすることはできない。出目はほぼ100％の確率で現実になるが、「あの子のメルアドゲット！」という出目を出した際には、知華子が携帯電話の所有を父親に禁止されていたため、「ゴメ～ン彼女、ケータイ持ってないって(汗)　もう一回！」と書かれた紙切れが落ちてきて、やり直しになったこともある。また、出目を実現するために、まねきワールドから届いた薬物を波留が飲むことで一瞬にして重病に罹患させる等、かなりえげつない手段が使われることがある。
zonama
人間界のアマゾンのような通販会社。猫太郎たち公務員は人間界での任務中、zonamaで好きなだけ買い物ができ、代金は政府が払ってくれる。（任務遂行に不必要な私物も買える。）品物は「大入」扉を通じて配達員が届けてくれる。ちなみに猫太郎は人間界のアマゾンの存在は知らない。
お招きパンティ
ジュリアンニャが奈波に提供した、前面に「福」と書かれたパンティ。これを穿いて男に見せると、どんな相手からもキスを迫られる。奈波は一旦は穿いたものの、波留にパンティを見せることなど絶対にできないとジュリアンニャに言ったため、その場で脱がされ、奈波の写メと一緒に売ると奈波に告げる。ジュリアンニャは「こーゆーのを高く買ってくれるヒトタチがいっぱいいる」という。ジュリアンニャは民間人のため、そうした人間界での金稼ぎは違法ではない模様。しかし実際にはパンティは帰宅した奈波の弟の頭に「これあげるネ」と被され、結局売られなかった。
お誘いランジェリー
ジュリアンニャが最初に奈波に提供した、前面に「招」と書かれたTバック。これを穿いて男に見せると、キスぐらいでは済まない程に誘惑できるが、奈波が流石にTバックは恥ずかしいと拒否したため、使用されなかった。しかしむっつりスケベの奈波は、ジュリアンニャが忘れていったお誘いランジェリーを風呂上がり後に偶然見つけ、試しに穿いて鏡に映った姿を見ていたところに、ジュリアンニャと奈波の父・弟が揃って登場、恥ずかしい姿を見られてしまう。
キラ☆メキ つけまつげ
これをつけてウィンクすると、男はキュンキュンする。しかし奈波はウィンクがヘタで両目をつぶってしまうため、一晩練習してもうまくならず、その練習のせいで、翌日顔の筋肉がおかしくなった。また、眼鏡につけまつげがぶつかるため、眼鏡との併用は不可能。
桃色コンタクト
これをつけると、つけまつげに更に相乗効果が加わるが、コンタクトの度数が奈波に合わない（ジュリアンニャが奈波に合った度数のコンタクトを提供しなかった）ため、これをつけた奈波は何も見えなくなってしまった。
こいこいプリスク
フリスク状のタブレット菓子で、これをなめながら好きな人のことを念じつつ息を吐き、一気に吸うと、意中の男が吸い寄せられる。奈波は実際にこれを使ったが、確かに波留とキスできるくらいに接近できたものの、キスを避けようとして奈波が頭を下げたため、波留の鼻が奈波の頭にぶつかり、波留は鼻血を出してしまった。
福良か☆バストアップブラ（ふくよか ばすとあっぷぶら）
カップ部分がてのひらの形になっている、奈波曰く「デザイン」が「ヒドい」ブラジャー。奈波がエッチなことを考えるとカップ部分のてのひらが物理的に乳房を揉み、乳腺への刺激によってバストアップ効果が期待できるという、ビミョーな代物。奈波は刺激に耐えられず、トイレで外そうと思ったが、ノーブラになってしまうことを嫌い、頑張って放課後まで耐えた。
絶対両イキニーハオニーハイ
3点セットその1。ジャイアントパンダの顔のイラストが入っているニーハイソックス。男性の視線にパンダが入った途端、絶対領域から目が離せなくなる。
モンローミニ
3点セットその2。ヒラヒラの超ミニスカート。アットランダムのタイミングで、「ププッピドゥ～」の効果音と共にスカートがまくれ上がる。
カムカムインナー
3点セットその3。前面に「COME IN」の文字、背面に♂が♀に挿入されているイラストが入ったTバック。男性がこれを見てしまうと欲望を抑えきれなくなる。
この3点セットを渡された奈波は試着しつつも「道具に頼らずに波留を振り向かせたい」とジュリアンニャに言い放ち、ジュリアンニャは「その言葉を待ってたのよ」と即答。「心も大事だが、奈波に足りないのはまずは見た目の魅力だ」と悟らせる。奈波も決意してダイエットを始め、「福良か☆バストアップブラ」でバストアップを図りつつ、眼鏡をやめてコンタクトレンズに変更した。結果イメージチェンジは大成功し、歴史研究会部員も見間違える程のスリムな超絶的美少女へと変身した。

## 単行本
- まねこい 1巻 - 2009年11月12日発行 ISBN 9784091220998
- まねこい 2巻 - 2010年3月12日発行 ISBN 9784091222206
- まねこい 3巻 - 2010年8月12日発行 ISBN 9784091225450
- まねこい 4巻 - 2010年12月10日発行 ISBN 9784091226174
- まねこい 5巻 - 2011年6月10日発行 ISBN 9784091228406
- まねこい 6巻 - 2011年11月11日発行 ISBN 9784091232908
- まねこい 7巻 - 2012年3月12日発行 ISBN 9784091235138